# Landhuis De Rode Poort

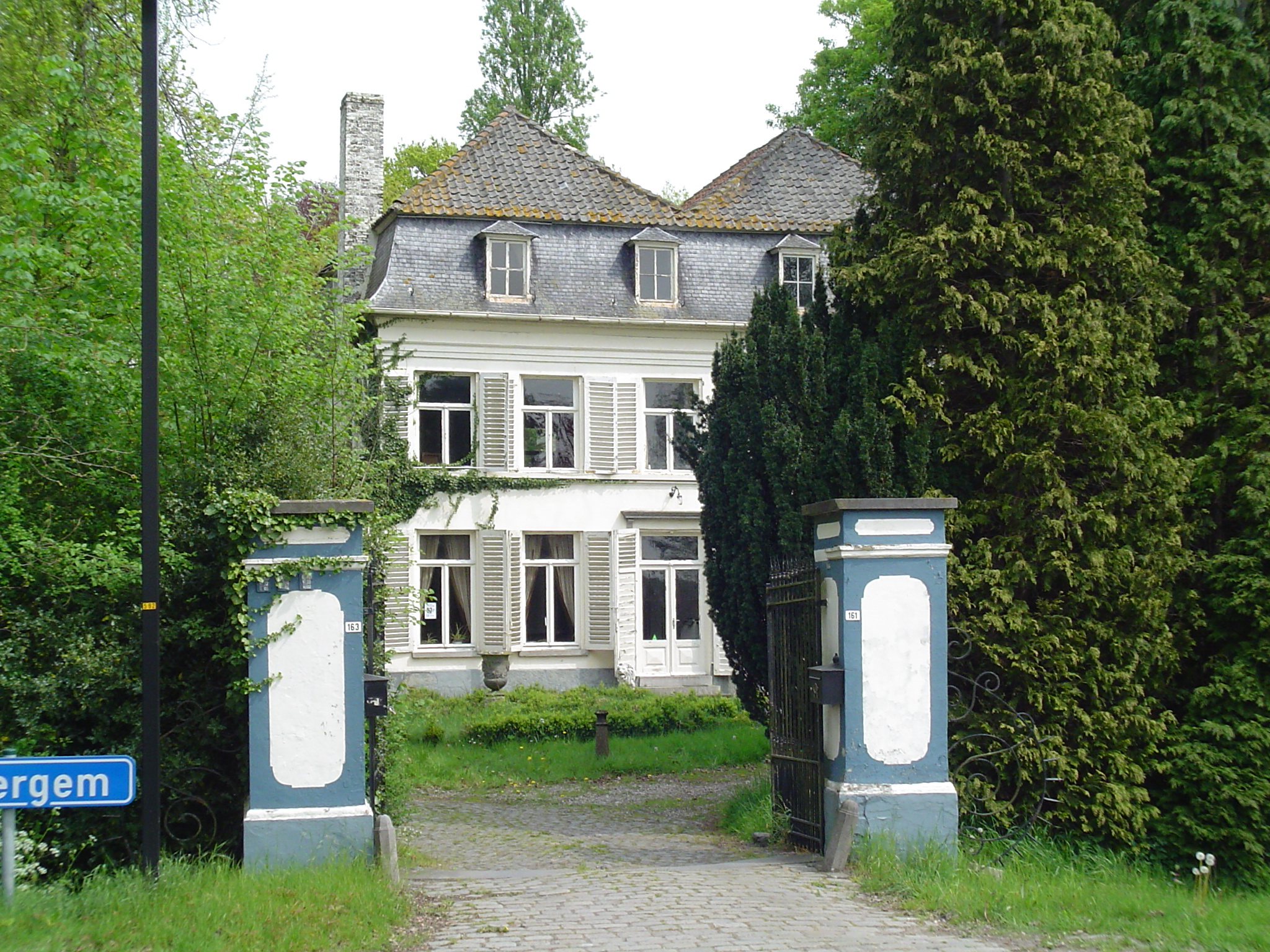
Landhuis De Rode Poort

Het Landhuis de Rode Poort is een kasteelachtig landhuis in de tot de Oost-Vlaamse gemeente Lievegem behorende plaats Lovendegem, gelegen aan de Appensvoordestraat.

## Geschiedenis
Het goed was vroeger afhankelijk van de heerlijkheid Ter Straeten en werd voor het eerst vermeld in 1659 als een behuysde hofstede en in 1685 als een hofstede ende huys van plaisance. De tuin zou in de tweede helft van de achttiende eeuw zijn aangelegd.
Het huidige huis heeft twee parallelle mansardedaken. De grote parktuin die het huis omringt bezit verschillende oude bomen waaronder twee Japanse notenbomen, een libanonceder, een haagbeuk en tulpenboom. De toegangspoort is overigens niet rood, de hekpijlers zijn blauw-wit geschilderd.